# Bahnhof Gaimersheim

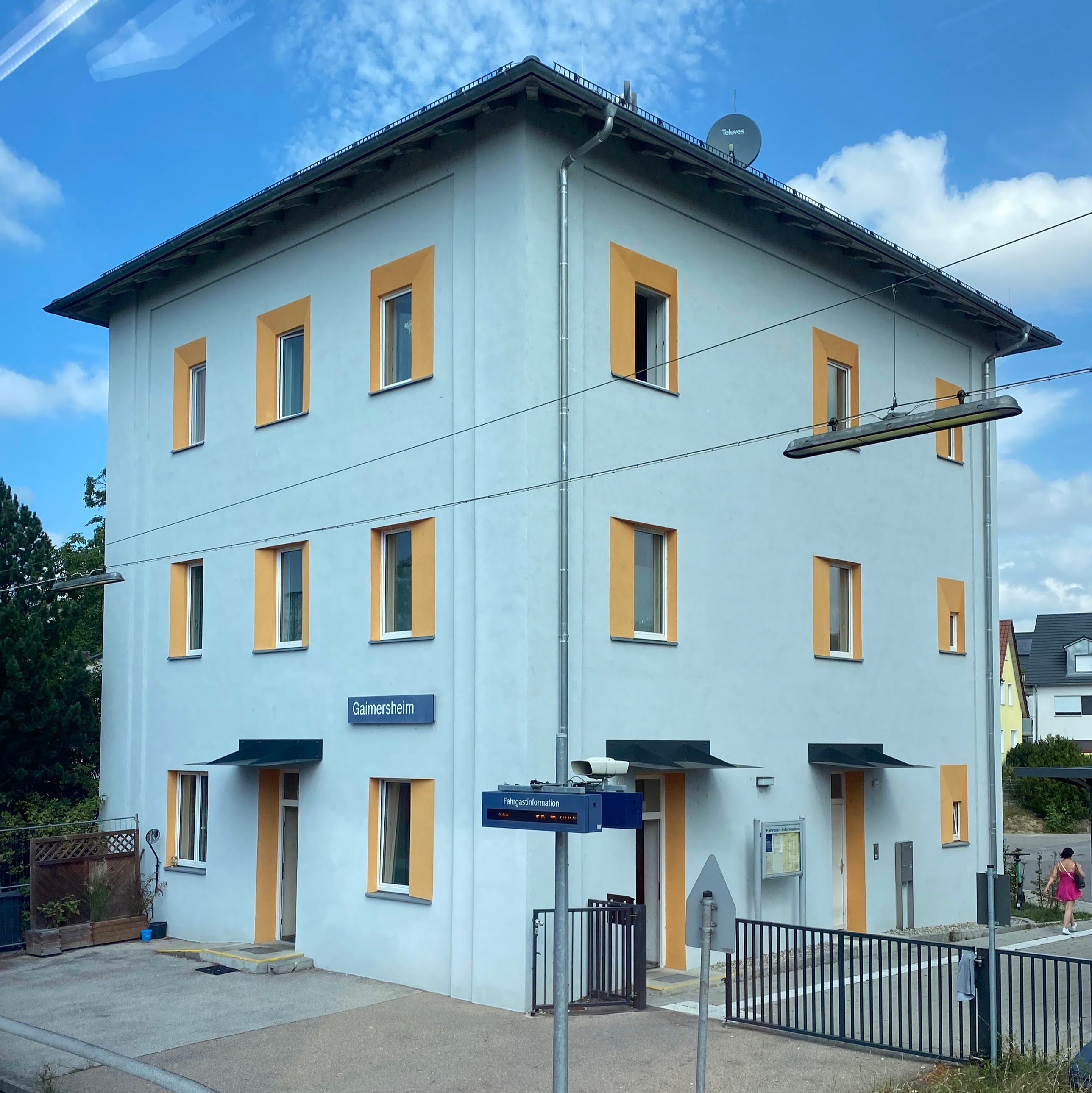
Bahnhof Gaimersheim

Der Bahnhof Gaimersheim ist eine Betriebsstelle der Bahnstrecke München–Treuchtlingen auf dem Gemeindegebiet des oberbayerischen Marktes Gaimersheim (Landkreis Eichstätt).

## Lage
Der Bahnhof liegt an der Bahnstrecke München–Treuchtlingen zwischen den Haltepunkten Eitensheim und Ingolstadt Audi.
Er befindet sich einen Kilometer südlich des Gaimersheimer Ortszentrums und westlich des Kraibergs am südlichen Rand des Hauptorts.
Nördlich wird der Bahnhof von der Bahnhofstraße begrenzt, im Osten kreuzt die Ingolstädter Straße ungefähr 300 Meter vom Empfangsgebäude entfernt in einem vollbeschrankten Bahnübergang die Gleise, im Westen unterquert die Ziegeleistraße in ähnlicher Entfernung den Bahnhof.

## Aufbau und Infrastruktur
Der Bahnhof ist vollständig elektrifiziert und besteht aus drei Hauptgleisen, davon die durchgehenden Hauptgleise 2 und 3 sowie das nicht durchgehende Hauptgleis 4. Alle drei Gleise haben einen von Norden zugänglichen Zwischenbahnsteig, wobei aber Gleis 4 nicht für den Fahrgastbetrieb erschlossen ist. Eine rollstuhlgerechte Rampe führt über den Bahnschotter des ehemaligen Gleis 1 zum Gleis 2, ein nicht barrierefreier gleisquerender Überweg erschließt Gleis 3. Beide Bahnsteige haben eine Bahnsteighöhe von 24 Zentimetern und eine Bahnsteiglänge von 167 Metern, der Bahnsteig zu Gleis 4 ist kürzer. Am Gleis 2 halten die Regionalzüge Richtung Treuchtlingen, an Gleis 3 die Regionalzüge Richtung Ingolstadt.
Der Bahnhof hat keinen Schalterbetrieb mehr, aber eine Wartehalle. Es sind 170 Fahrradstellplätze und 50 Parkplätze vorhanden.

## Geschichte
Der Bahnhof wurde in den Jahren 1869/70 an der damals noch eingleisigen Strecke München–Ingolstadt–Treuchtlingen–Nürnberg errichtet und ging mit der Eröffnung des Streckenabschnitts Ingolstadt–Treuchtlingen am 12. April 1870 in Betrieb.
Nach 1891 wurde die Strecke um den Bahnhof zweigleisig ausgebaut.
Um 1960 wurde der Bahnhof zusammen mit der Strecke elektrifiziert.

### Zukunft
Bis Ende 2024 soll am Bahnhof ein Wendegleis eingebaut werden[veraltet]. So können dort Züge von und nach Ingolstadt Fahrtrichtungswechsel ohne relevante Fahrstraßenausschlüsse durchführen. Dadurch wird es ermöglicht, dass ab Dezember 2024 Züge der Donautalbahn in Gaimersheim statt in den Bahnhöfen Ingolstadt Nord und Ingolstadt Hbf wenden. So sind in der Ausschreibung der BEG des entsprechenden Liniennetzes Regensburg/Donautal 99 bzw. 97 Personenzugfahrten pro Woche vorgesehen, die neu in Gaimersheim enden bzw. beginnen. Nach diesen Vorgaben wird von Montag bis Freitag die Linie RB 17 in einem durchgehenden Stundentakt mit wenigen Ausnahmen von Regensburg über Ingolstadt zum neuen Endbahnhof Gaimersheim und nach dortiger Wende zurück verkehren. Mindestens zweistündlich werden diese Züge von und nach Plattling durchgebunden. Einzelne zusätzliche Züge verstärken diese Linie mit Zügen zwischen Gaimersheim und Neustadt (Donau), ein weiterer Zug der RB 15 fährt von Ulm Hauptbahnhof nach Gaimersheim.
Somit kommen folgende Verbindungen dazu:
| Linie                                   | Linienverlauf                                                                                                 | Taktfrequenz             |
| --------------------------------------- | --- | ------------------------ |
| RB 17                                   | Gaimersheim – Ingolstadt – Neustadt (Donau) – Regensburg (mindestens zweistündlich: – Straubing – Plattling ) | Stundentakt (wochentags) |
| RB 17                                   | Gaimersheim – Ingolstadt – Neustadt (Donau)                                                                   | einzelne Züge            |
| RB 15                                   | Ulm – Günzburg – Donauwörth – Neuburg (Donau) – Ingolstadt – Gaimersheim                                      | ein Zug (wochentags)     |
| ab 15. Dezember 2024; Stand: April 2020 | |                          |

## Verkehr

### Schienenverkehr

#### Personenverkehr
In Gaimersheim halten ausschließlich Regionalzüge. Der Bahnhof ist fahrplanmäßiger Halt von wöchentlich 168 Zügen Richtung Ingolstadt und 153 Zügen in Gegenrichtung. Insgesamt bestehen jeden Tag zwischen 37 und 51 Verbindungen.
Stündlich verkehrt eine Regionalbahn der Linie RB 16 der DB Regio Bayern zwischen Nürnberg und München über Gaimersheim, die außer in Tagesrandlage zu jeder zweiten Stunde in Treuchtlingen endet bzw. beginnt. Einzelne Läufe beginnen morgens in Ingolstadt oder enden abends dort. In der Hauptverkehrszeit kommen wochentags die stündlichen Verstärkerzüge des RB 14 der Bayerischen Regiobahn von Ingolstadt über Eichstätt Bahnhof nach Eichstätt Stadt dazu, die bis Dezember 2020 teilweise von und nach Augsburg durchgebunden wurden. Seit dem Fahrplanwechsel im Dezember 2019 gibt es in den Morgenstunden außerdem ein Regionalexpress-Zugpaar der Linie RE 1, das von München nach Eichstätt Bahnhof und zurück fährt und dabei Richtung München auch in Gaimersheim hält. Zudem passieren den Bahnhof wochentags ein RE und zwei BRB Richtung Eichstätt ohne Halt.
Der Bahnhof gehört zum Tarifgebiet der Ingolstädter Verkehrsgesellschaft.
| Linie                    | Linienverlauf | Taktfrequenz                     |
| ------------------------ | --- | -------------------------------- |
| RE 1                     | Eichstätt Bahnhof – Gaimersheim – Ingolstadt – München                                                               | ein Zug (wochentags)             |
| RB 16                    | (zweistündlich: Nürnberg – ) Treuchtlingen – Eichstätt Bahnhof – Gaimersheim – Ingolstadt – Dachau Bahnhof – München | Stundentakt                      |
| RB 16                    | Nürnberg – Treuchtlingen – Eichstätt Bahnhof – Gaimersheim – Ingolstadt                                              | einzelne Züge (in Tagesrandlage) |
| RB 14                    | Eichstätt Stadt – Eichstätt Bahnhof – Gaimersheim – Ingolstadt                                                       | einzelne Züge (wochentags)       |
| Stand: 13. Dezember 2020 | |                                  |

#### Güterverkehr
Der Bahnhof Gaimersheim wird von vielen Güterzügen durchfahren.
Güterumschlag findet seit Außerbetriebnahme des Güterbahnhofs nicht mehr statt.

### Busverkehr
Einzelne Kurse der INVG-Linien S9 und 50 erschließen wochentags die zum Ensemble gehörige Haltestelle Bahnhof Gaimersheim:
Nach einem einstimmigen Beschluss des Marktgemeinderats im Jahr 2020 sollen zur Verbesserung des ÖPNV alle Buslinien in Gaimersheim auch an den Bahnhof angebunden werden.
| Linie | Linienverlauf |
| ----- | --- |
| S9    | Gaimersheim-Lippertshofen – Gaimersheim Hauptort – Bahnhof Gaimersheim – Gewerbegebiet Gaimersheim – Audi – Haltpunkt Ingolstadt Audi    |
| 50    | ZOB – Klinikum – Friedrichshofen – Gewerbegebiet Gaimersheim – Bahnhof Gaimersheim – Gaimersheim Hauptort ( – Gaimersheim-Lippertshofen) |

Beide INVG-Linien, die Nachtbuslinie N2, sowie die RBA-Linie 9235 bedienen zudem die nahegelegene Haltestelle Magnusweg.